# Josef Trumpeldor
Josef Trumpeldor (hebrejsky: יוסף טרומפלדור, rusky: Иосиф Трумпельдор; 1. prosince 1880 – 1. března 1920) byl raný sionistický aktivista a židovský veterán rusko-japonské války, který se stal nejvíce dekorovaným vojákem Ruské armády. Společně se Ze'evem Žabotinským se podílel na založení Sionského sboru mezkařů (Zion Mule Corps), aby posléze v této jednotce bojoval během bitvy o Gallipoli. Zemřel při obraně židovské osady Tel Chaj a stal se sionistickým a později izraelským národním hrdinou.

## Biografie

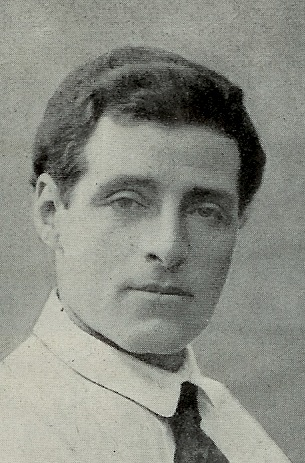
Josef Trumpeldor v roce 1917

Josef Trumpeldor se narodil v Pjatigorsku v carském Rusku. Jeho otec, Wulf Trumpeldor, sloužil jako kantonista v Kavkazské válce a jako „užitečnému Židovi“ mu bylo dovoleno usadit se mimo pásmo osídlení. Přestože byl hrdý Žid, jeho výchova byla spíše ruská než tradičně židovská. Původně se vyučil dentistou, ale roku 1902 dobrovolně vstoupil do ruské armády. Během rusko-japonské války, ve které dva roky bojoval, se zúčastnil obléhání přístavu Port Arthur, kde kvůli šrapnelu přišel o levou ruku. Během hospitalizace strávil stovky dní v nemocnici. Trumpeldor byl silně oddaný své zemi. Když byl dotazován, jestli bylo těžké se rozhodnout, že se svým zraněním bude pokračovat v boji, odpověděl: „ale já mám ještě jednu ruku, kterou obětuji vlasti.“ Poté, co přístav kapituloval, byl Trumpeldor odvlečen do japonského zajetí. Během ročního zajetí se podílel na vydávání novin s židovskými tématy a organizoval výuku historie, geografie a literatury. Spřátelil se také s několika dalšími vězni, kteří sdíleli jeho touhu po založení společné farmy v Palestině. Po návratu ze zajetí se odstěhoval do Petrohradu. Následně obdržel čtyři vyznamenání za statečnost, včetně kříže sv. Jiří, díky němuž se stal nejvíce dekorovaným židovským vojákem v Rusku. V roce 1906 se stal prvním Židem v armádě, který se stal důstojníkem.

### První světová válka
Díky zranění z války začal studovat práva. Shromáždil kolem sebe skupinku mladých sionistů a v roce 1911 společně emigrovali do Palestiny, toho času součásti Osmanské říše. Nejdříve se přidal k farmě na pobřeží Galilejského jezera a poté pracoval v kibucu Deganja. Když vypukla první světová válka, stal se jakožto Rus nepřítelem říše, a s přihlédnutím k tomu, že odmítl osmanské občanství, byl tak jako jeden z prvních Turky deportován. Po deportaci odešel do egyptské Alexandrie, kde společně s Ze'evem Žabotinskym rozpracoval myšlenku Židovské legie, která by společně s Brity bojovala proti nepřátelům. V roce 1915 vznikl Siónský sbor mezkařů, který je považován za první kompletně židovskou vojenskou jednotku po takřka dvoutisících let, a za ideologický základ Izraelských obranných sil. Společně se Sionským sborem mezkařů se zúčastnil bitvy o Gallipoli, kde byl zraněn do ramene. Sionský sbor mezkařů zůstal v Gallipoli po celou dobu tažení a byl rozpuštěn krátce po transferu do Spojeného království.

### Politický aktivista
Po skončení války se vrátil do ruského Petrohradu s cílem vytvořit obrovskou židovskou armádu, která by se připojila k Žabotinského Židovské legii a pomáhala chránit Židy v Palestině. Plány mu však překazila bolševická Říjnová revoluce a následný chaos. V něm se Židé stávali oběťmi pogromů, a tak Trumpeldor zorganizoval v Petrohradu Židy k vlastní obraně a v roce 1918 spoluzakládal He-Chaluc, mládežnickou organizaci, která připravovala imigranty na aliju (imigraci do Palestiny). Zformuloval její programové cíle v pamfletu he-Chaluc. Trumpeldor původně plánoval utvořit armádu 100 000 ruských Židů, která by prošla Ruskem přes Kavkaz do Palestiny. Potom navrhoval alespoň kontingent 10 000 Židů, kteří by se v Palestině ujali správy země místo britských okupačních sil. Trumpeldor byl zvolen předsedou ruské organizace he-Chaluc a vyzván, aby se ujal příprav na přesun židovských průkopníků. V roce 1919 skutečně dorazil Josef Trumpeldor do tehdejší mandátní Palestiny, aby připravil masovou imigraci členů ruského he-Chaluc.
V mandátní Palestině byl jedním ze zakladatelů dělnického sionistického hnutí.

### Tel Chaj

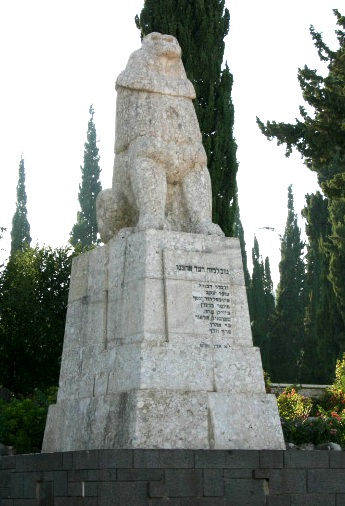
Památník Josefa Trumpeldora v Tel Chaji

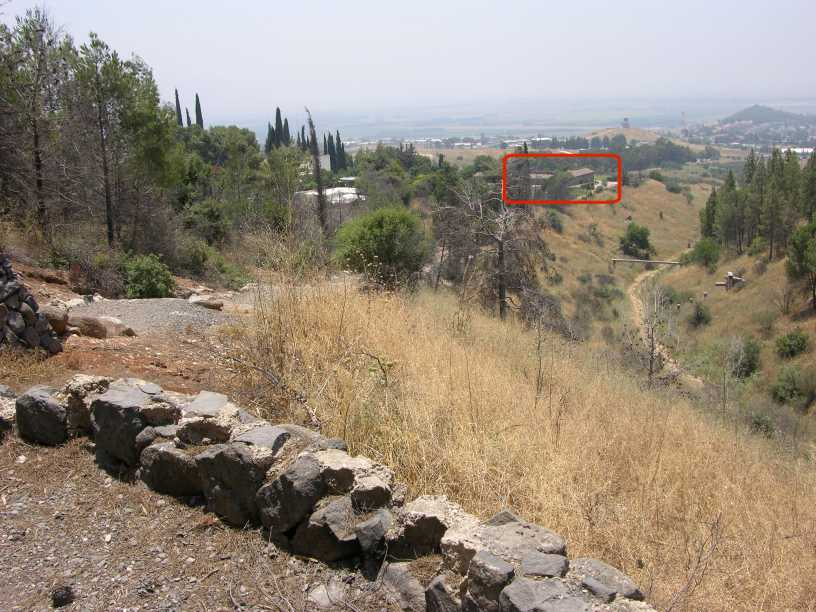
Stezka od dvoru Tel Chaje…

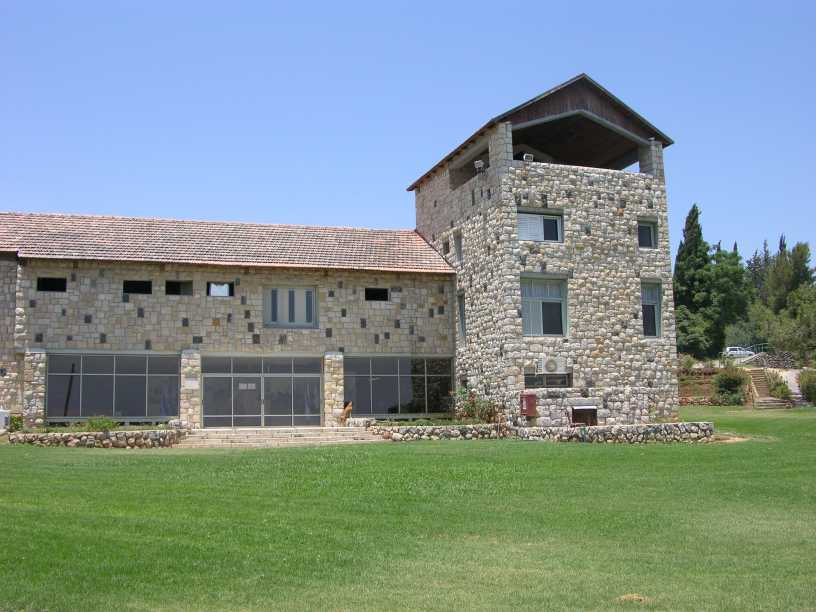
…ke dvoru Kfar Gil'adi

| „                                                         | To nevadí, stojí to za to umřít za naši zemi. | “ |
| — Josef Trumpeldor, poslední slova, která řekl než zemřel |                                               |   |

Jednou z problematických otázek bylo vymezení hranic mezi Palestinou a Sýrií v oblasti horní Galileje. Zdejší území bylo ihned po první světové válce obsazeno Francouzi, aby bylo v roce 1919 předáno Britům. Nakonec se území stalo „územím nikoho“ mezi britskou a francouzskou okupační zónou. Právě zde, při severním konci Chulského údolí v horní Galileji, stály v samostatném bloku čtyři zemědělské osady (včetně Metuly, Kfar Gil'adi a Tel Chaje). Této situace využili Arabové k útokům na tyto osady. Kvůli těmto útokům byl Trumpeldor požádán, aby zajistil obranu těchto osad. V posledních dnech roku 1919 byla Metula téměř zničena a osady Kfar Gil'adi a Tel Chaj byly napadeny. Bezprostředně po svém příjezdu 1. ledna 1920 nechal Trumpeldor Tel Chaj opevňovat. Dne 1. března 1920 byl Tel Chaj napaden několika stovkami Arabů.
Židé v osadě Tel Chaj byli obklíčeni velkou přesilou a začali vyjednávat. Není jasné, co přesně se stalo, ale během vyjednávání začaly obě strany střílet a strhla se zuřivá přestřelka a následné boje trvaly celý den. Sedm židovských obránců při ní bylo okamžitě zabito, Trumpeldor byl střelen do ruky a poté do břicha. Jedním z mrtvých židovských obránců byla 23letá Sara Čižiková původem z Ukrajiny. Večer téhož dne Trumpeldor podlehl svým zraněním a zemřel při evakuaci do Kfar Gil'adi. Během bojů bylo zabito i pět Arabů. Osm Židů bylo pohřbeno ve dvou společných hrobech v Kfar Gil'adi a obě lokality byly na čas opuštěny.

## Národní hrdina
Po své smrti se Trumpeldor stal symbolem židovské sebeobrany a jeho památka se v Izraeli slaví každoročně 11. den měsíce adar. Jeho údajná věta před smrtí „Nevadí, je dobré zemřít pro svou zemi“ (hebrejsky: אין דבר, טוב למות בעד ארצנו, Ejn davar, tov lamut be'ad arcejnu) se stala velmi populární v předstátním sionistickém hnutí a Izraeli 50. a 60. let. Tato slova se blízce podobají překladu Dulce et decorum est pro patria mori, známé stati, jejímž autorem je římský lyrický básník Quintus Horatius Flaccus, která lze do češtiny přeložit jako „je příjemné a vznešené, zemřít pro vlast“. Tímto výrokem Horatius inspiroval řadu vlastenců 19. a 20. století v různých zemích.

### Odkaz
Josefa Trumpeldora považovali za hrdinu jak levicoví, tak pravicoví sionisté a jeho smrt měla dopad na celé sionistické hnutí. Šokován byl například i pozdější první izraelský prezident Chajim Weizmann, který v reakci na Trumpeldorovu smrt varoval vojenského správce Palestiny sira Arhtura Moneyho, že se situace může ještě zhoršit. Hnutí revizionistických sionistů po něm pojmenoval své mládežnické hnutí Bejtar (akronym od Brit Josef Trumpeldor, ברית יוסף תרומפלדור, doslova „Smlouva Josefa Trumpeldora“), zatímco levicová sionistická hnutí uctívají Josefa Trumpeldora jako zastánce kibuců a na jeho počest postavili památníky. Ve stejný rok, kdy zemřel, byl založen prapor Josefa Trumpeldora na obranu a práci, který založil několik kibuců. Po Trumpeldorovi a dalších sedmi lidech, kteří zemřeli při obraně Tel Chaj je pojmenováno i město Kirjat Šmona („Město osmi“). Na jeho počet byly skládány písně, sepisovány básně a povídky a byly po něm pojmenovávány i děti.